# Буртаси (Темниковський район)
Бурта́си (рос. Буртасы, ерз. Буртасы) — село у складі Темниковського району Мордовії, Росія. Входить до складу Пурдошанського сільського поселення.
Населення — 13 осіб (2010; 19 у 2002).
Національний склад (станом на 2002 рік):
- татари — 74 %
- росіяни — 26 %